# Thembu
 (juillet 2012).
Si vous disposez d'ouvrages ou d'articles de référence ou si vous connaissez des sites web de qualité traitant du thème abordé ici, merci de compléter l'article en donnant les références utiles à sa vérifiabilité et en les liant à la section « Notes et références ».

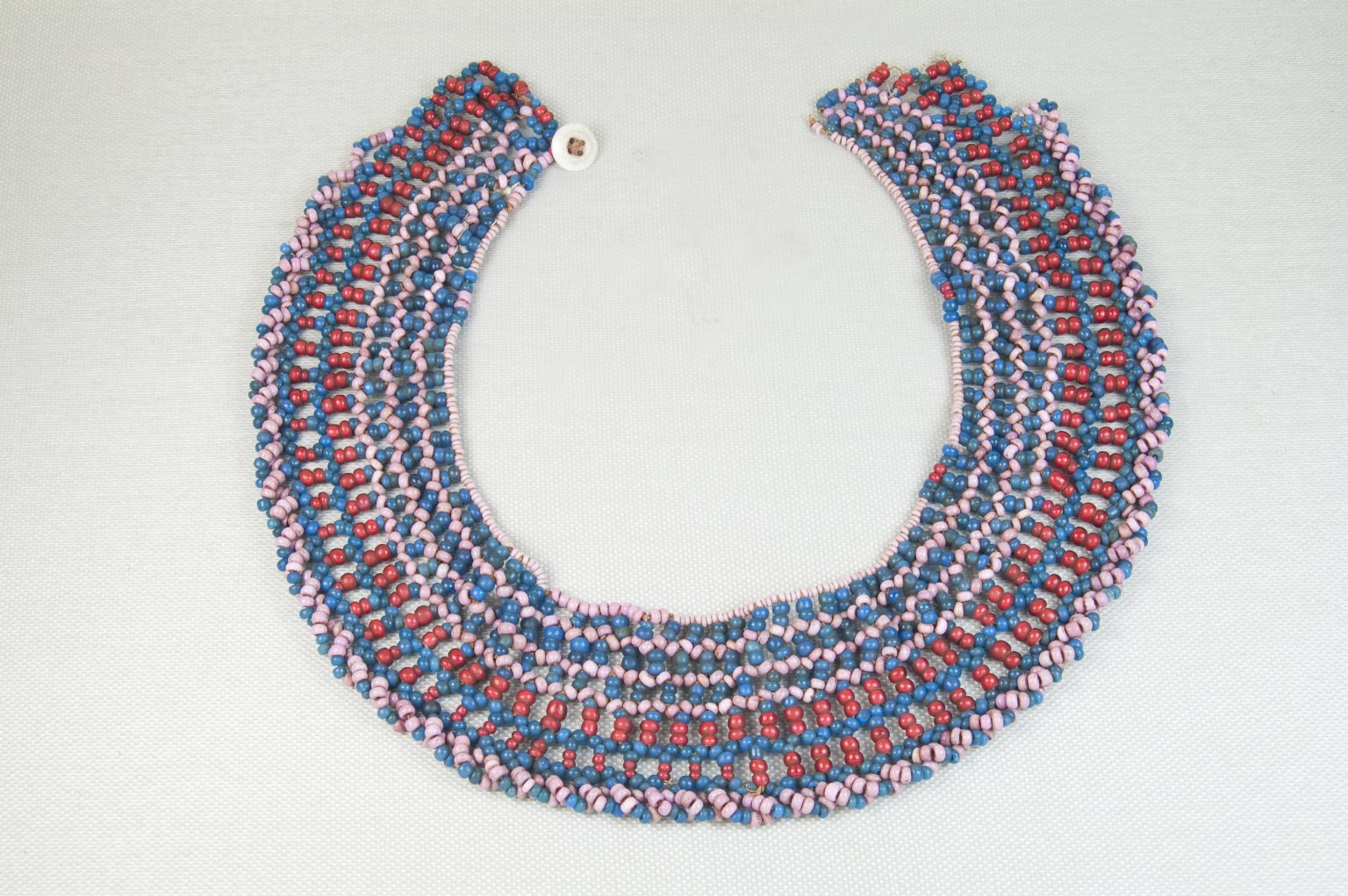
Collier Icangci ou Ingqosha

Les Thembu sont un peuple d'Afrique du Sud. Ses représentants parlent le xhosa ; dans cette langue, ils se désignent comme abaThembu, « aba- » étant le préfixe habituel des personnes.

## Histoire
Avant la conquête britannique, les Thembu formaient un royaume indépendant. En 1885, ils tombent sous l’administration de la colonie du Cap en tant que territoires du Transkei, qui devient, sous l’apartheid, un bantoustan. Le Transkei ayant souvent été décrit durant l’apartheid comme « patrie des Xhosas », les Thembu sont souvent confondus avec eux.
Le représentant Thembu le plus connu, au niveau international, est Nelson Mandela, l'un de leurs descendants, ancien président de la république d'Afrique du Sud.